# Spice Girls
Spice Girls a fost o formație engleză de muzică pop înființată în anul 1994 și formată din Geri Halliwell, Victoria Beckham, Melanie Brown, Emma Bunton și Melanie Chisholm. În anul 1996, grupul a semnat un contract cu Virgin Records, lansându-și primul single, intitulat Wannabe. Piesa a stat în clasamentele britanice pe locul întâi timp de șapte săptămâni și a ajutat trupa să se lanseze pe plan internațional. Spice Girls a avut vânzări de peste 55 de milioane de discuri în întreaga lume cu numai trei albume (primele două fiind cu Geri Halliwell), devenind astfel grupul muzical, alcătuit numai din fete, cu cele mai mari vânzari încasate la nivel internațional. Comenzile pentru primele lor albume au fost uimitor de multe, astfel de record nemaifiind văzut decât în perioada în care cânta formația Beatles. Primul lor album, intitulat Spice s-a vândut în peste 23 de milioane de exemplare în întreaga lume devenind cel mai bine vândut album al unei formații exclusiv feminină din lume. Succesul lor international are la bază recordul de vânzări, turneul organizat cu ocazia reîntregirii formației din 2008 și recordurile obținute prin șlagăre precum Wannabe. Sub îndrumarea managerului lor Simon Fuller, trupa a luat în considerare comerțul devenind astfel un subiect obișnuit în presa britanică. În 1996, fiecare membru din formație a primit câte o poreclă din partea revistei Top of the Pops Magazine. Mai târziu, aceste porecle au fost luate în considerare de către formație. După spusele biografului David Sinclair, „Scary, Baby, Ginger, Posh și Sporty alcătuiau cel mai recunoscut grup de la John, Paul, George și Ringo” încoace. În anul 1997 grupul Spice Girls a lansat un film numit Spiceworld: The Movie.
Membrele formației au mers pe drumuri diferite în anul 2001 (deși o destrămare nu a fost niciodată anunțată oficial) pentru a-și începe o carieră pe cont propriu. Pe 28 iunie 2007 cele cinci membre s-au reîntors în formație și au mers într-un turneu de reîntregire în decembrie, creând pe lângă acesta un album cu piesele cele mai cunoscute ale lor intitulat Greatest Hits. În decembrie 2007, Spice Girls au făcut un program de televiziune numit Giving You Everything (Dăruindu-vă totul) care a prezentat istoria trupei, de la începutul formației și până în momentul reunirii. În februarie 2008, formația a anunțat că vor încheia turneul la Toronto pe 26 februarie 2008.

## Istoria formației

### Începuturile
La mijlocul anilor 1990, echipa de management formată din Bob Herbert și fiul acestuia, Chris Herbert, s-au hotărât să strângă câteva fete pentru a alcătui o formație capabilă să concureze cu valul de formații de băieți care dominau scena muzicii pop din acea perioadă: „întreaga scenă a formațiilor muzicale de adolescenți era ocupată de formații de băieți precum 'N Sync și Backstreet Boys”. În februarie 1994 firma Heart Management, formată din Chris Herbert și Bob Herbert împreună cu economistul Chic Murphy, a publicat în revista de publicitate The Stage următorul anunț: „Ești deșteaptă, ambițioasă, sociabilă, poți cânta și dansa”. Sute de fete au văzut anunțul și au mers la preselecție, însă în cele din urmă au fost alese doar cinci: Victoria Adams, Melanie Chisholm, Melanie Brown, Geri Halliwell și Emma Bunton. Formației i-a fost dat numele Touch. Fetele s-au mutat împreună într-o casă din Maidenhead Berkshire (al cărei proprietar era Chic Murphy), unde fetele erau subvenționate de Heart Management pe lângă indemnizațiile de șomaj pe care le primeau.
În perioada primelor două luni formația a lucrat la cântece demonstrative și stiluri de dans la studiourile Trinity din Knaphill. După spusele lui Stephenson, piesele demonstrative compuse de formație au reprezentat „un stil pop foarte, foarte tânăr”. Printre aceste piese era și We're Gonna Make It Happen, care însă nu a apărut pe nici un album. Între timp, a devenit evident că Stephenson nu avea motivația și energia celorlalte fete, încât s-a luat decizia de a o înlocui. Bob Herbert a precizat că „pur și simplu nu se potrivea... nu s-ar fi putut integra niciodată, deci a trebuit s-o las să plece”. Stepheson a declarat însă că a fost decizia ei să plece din formație, deoarece mama sa era bolnavă, diagnosticată cu cancer mamar. Victoria Adams nu crede totuși că acesta era adevăratul motiv, ci mai degrabă că Stepheson pur și simplu „nu mai avea chef” să lucreze cot la cot cu restul formației. Managerii trupei au căutat pe cineva care să o înlocuiască pe Stepheson, iar prima pe care au abordat-o a fost Emma Bunton, recomandată de profesorul de canto al grupului, Pepe Lemer. Bunton i-a impresionat imediat pe cei doi manageri și a fost invitată la o primă întâlnire cu formația în iulie 1994, fiind primită cu brațele deschise: „Am știut imediat că ea este aleasa”, avea să spună mai târziu Halliwell.
După ce Bunton s-a alăturat grupului, au urmat câteva neînțelegeri între fete și echipa de management. Formația nu era mulțumită deoarece nu semnase un contract cu o casă de discuri, membrele fiind deranjate și de felul în care managerii le ghidau. În octombrie 1994, venind cu un arsenal de casete demo și stiluri de dans, trupa a început să caute agenții de management. Acestea au reușit să îl convingă pe Bob Herbert să aranjeze o prezentare a trupei pentru compozitori de top și producătorii A&R, în decembrie 1994, la studiourile Nomis, din cartierul londonez Shepherds Bush. Trupa a avut parte de o reacție majoritar pozitivă din partea celor de acolo. Datorită interesului mare pentru formație, cei doi Herbert au dorit să semneze un contract rapid cu formația. Încrezătoare în părerile pozitive primite la prezentarea de la studiorurile Nomis, fetele au amânat semnarea contractelor primind sfaturi competente de la mai mulți, de partea lor fiind și tatăl Victoriei, Tony Adams. În martie 1995, datorită neînțelegerilor cu echipa lor de management, motivul principal al acestor neînțelegeri fiind oprirea fetelor în a-și exprima viziunile și ideile lor, membrele formației au demisionat. Acest fapt este ceea ce numește biograful David Sinclair „o servire incredibilă și necinstită”. Grupul a plănuit o tactică de a lua înregistrările principale a discografiei lor din birou pentru a își asigura controlul asupra muncii lor. În aceeași zi fetele l-au căutat pe producătorul Eliot Kennedy din Sheffield care a fost prezent la prezentarea lor și l-au rugat să lucreze cu ele.
Formația a fost prezentată echipei de producători de discuri Absolute, fetele atrăgând astfel apoi atenția lui Simon Fuller din echipa 19 Management. Fetele au început un parteneriat cu Fuller și în martie 1995 au semnat un contract cu acesta. În timpul verii aceluiași an formația a început să caute o casă de discuri în Londra și Los Angeles cu Fuller și într-un final au semnat un contract cu Virgin Records în luna septembrie a anului 1995. Din acest moment până în vara anului 1996, formația a continuat să compună și să înregistreze piese pentru albumul lor de debut. În același timp ele concertau pe coasta de Vest a Americii unde au semnat un contract cu Windswept Pacific.

### Spice
La data de 8 iulie 1996 Spice Girls a lansat primul single, intitulat Wannabe în Regatul Unit. În săptămânile anterioare lansării single-ului, s-a filmat și videoclipul acestuia, regizat de Johan Camitz și filmat în aprilie la St Pancras Chambers din Londra. Clipul single-ului a fost difuzat masiv de canalele TV de muzică. În iulie 1996 fetele au acordat primul interviu din cariera lor, redactorului unui ziar profilat pe industria muzicală - Music Week numit Paul Gorman. Interviul a avut loc la sediul Virgin Records Londra. Redactorul a precizat că formația era pe cale să creeze o schimbare în clasamentele britanice de muzică pop, și posibil și în clasamentele de alte genuri muzicale. În articolul lui, redactorul a scris despre formație următoarele: „Tocmai când băieții credeau că dominau muzica pop, o formație numai de fete, a apărut cu destul curaj să concureze cu aceștia”. Piesa a intrat în topul britanic pe locul 3 iar în a doua săptămână s-a clasat pe primul loc și a stat pe această poziție timp de șapte săptămâni. Piesa s-a dovedit a fi un hit mondial clasându-se pe prima poziție în 31 de țări. Wannabe nu numai că a devenit cel mai bine vândut single de debut al tuturor timpurilor al unei formații de fete. Single-ul a fost de asemenea un bun ajutor în prezentarea fetelor pe dificila piață muzicală din Statele Unite, debutând pe locul 11. În acea vreme, acesta fusese cel mai mare debut al unui artist britanic (sau ne-american) în Statele Unite, doborând recordul deținut de Beatles cu piesa I Want to Hold Your Hand. Single-ul Wannabe a ajuns pe locul 1 patru săptămâni mai târziu în Billboard Hot 100.
În noiembrie 1996 Spice Girls au lansat primul lor album intitulat Spice în Europa. Succesul albumului a fost neașteptat de mare, iar interesul pentru formație fiind comparat cu cel pentru trupa Beatles.
În numai șapte săptămâni albumul Spice a fost comercializat în peste 1,8 milioane de exemplare în Regatul Unit, făcând astfel din Spice Girls, formația cu cele mai rapide vânzări de după era Beatles. În total, albumul a fost vândut în Regatul Unit în 3 milioane de exemplare clasându-se pe primul loc în topul albumelor din Marea Britanie timp de 15 săptămâni. În Europa, Spice adevenit cel mai bine vândut album din 1997 primind astfel 8 discuri de platină din partea IFPI pentru vânzările celor 8 milioane de exemplare.De asemenea albumul a primit și în Statele Unite 7 discuri de platină din partea RIAA având un total de 23 de milioane de exemplare vândute în întreaga lume, Spice a devenit astfel cel mai bine vândut album al unei formație de fete din toate timpurile.
După un val de mediatizare, trupa a lansat single-urile Say You'll Be There și 2 Become 1 în octombrie și decembrie respectiv. Cele două piese au continuat vânzările remarcabile ale fetelor, atingând locul 1 în mai multe topuri internaționale. Aceste single-uri au întărit ideea că Spice Girls este cea mai de succes trupă pop din lume.
Ultimul single lansat pe albumul Spice a fost o piesă-dublă, pe prima parte a casetei audio fiind Mama iar pe cea de-a doua Who Do You Think You Are, care de asemenea au apărut pe prima poziție în clasamente. La premiile BRIT din 1997 Spice Girls au interpretat piesa Who Do You Think You Are în deschidere cu Geri Halliwell îmbrăcată cu o rochie cu steagul Regatului Unit, făcând ca această ținută să fie una dintre cele mai cunoscute din istoria pop.

### Spiceworld
În noiembrie 1997, Spice Girls au lansat al doilea lor album intitulat Spiceworld. După lansarea acestui album, a apărut single-ulSpice Up Your Life. Materialul discografic s-a dovedit a fi un bestseller mondial pentru o scurtă perioadă de timp. Acesta s-a vândut în peste 7 milioane de exemplare în două săptămâni creând astfel un nou record. Spiceworld a fost bine primit, fiind comercializat în peste 10 milioane de exemplare în Europa, Canada, și Statele Unite. Criticate în America că au lansat un nou album la numai nouă luni de la lansarea albumului de debut, trupa a început să primească reacții negative din partea media. Spice Girls a fost criticată datorită faptului că a semnat contracte cu un număr considerabil de sponsori, peste douăzeci în total. Datorită acestor critici negative formația a început să scadă în clasamente.
Cu toate cele întâmplate, Spice Girls a rămas cea mai bine vândută formație a anului 1997 și 1998. Alte single-uri ale albumului au fost Too Much, Stop și Viva Forever. Dintre toate aceste single-uri, Stop a fost singurul care nu a reușit să ajungă pe prima poziție în clasamentele britanice (însă s-a clasat pe a doua poziție). Piesa Stop alături de primul lor single din reunificarea din iunie 2007 intitulat Headlines (Friendship Never Ends) au fost singurele single-uri ale formației care nu s-au clasat pe primul loc în Regatul Unit. Unele zvonuri spun că piesa „Saturday Night Divas” a fost de fapt lansat ca single, însă s-a renunțat la acest lucru. Piesa Viva Forever era plănuită să fie lansată pe o casetă cu două părți alături de Never Give Up on the Good Times, însă aceste planuri au eșuat atunci când Geri Halliwell a părărit trupa, în mai 1998.

În iunie 1997, fetele au început să filmeze primul lor film intitulat Spiceworld:The Movie regizat de Bob Spiers. Acest film fiind, făcut cu scopul de a aduce un stil hazliu trupei, era strâns legat de albumul Spiceworld. Conținutul filmului a fost pe aceeiași undă cu filme cum ar fi A Hard Day's Night creat de Beatles pentru promovarea albumului cu același nume în anii '60. Filmul a vrut să arate starea de spirit a fetelor. În rolurile principale au fost o serie de vedete cum ar fi Roger Moore, Elton John, Jennifer Saunders, Richard E. Grant și Meat Loaf. Lansat în luna decembrie a anului 1997, filmul s-a dovedit a fi un eșec comercial abia reușind să strângă 30 milioane $ în SUA, 11 milioane de £ în Regatul Unit și peste 70 milioane de $ în întreaga lume.

Spice Girls în videoclipul single-ului Spice Up Your Life, aflat pe albumul Spiceworld, lansat în 1997.

 Spice World nu a primit atenția criticilor, cu toate acestea filmul a fost premiat la gala premiilor Zmeura de Aur ediția din anul 1999, grupul „câștigând” la categoriile: „Cea mai proastă imagine", „Cea mai proastă actriță într-un rol secundar", „Cel mai prost cuplu într-un film”, „Cea mai proastă ecranizare" și „Cel mai prost debutant”.
Pe data de 7 noiembrie 1997 formația l-a concediat pe Simon Fuller. Concedierea acestuia a fost publicată pe prima pagină a ziarului The Sun, răspândindu-se rapid în întreaga lume. Mulți comentatori au bănuit că Fuller a fost baza care ținea formația pe picioare, și că acesta a fost momentul când formația a pierdut controlul. După spusele mai multor autobiografi, Fuller a fost cel mai mult influențat să demisioneze de către Haliwell și Melanie B, Melanie B fiind răspunzătoare de programarea turneelor și Geri cu sponsorizarea; celelalte fete erau organizate în felul următor: Emma răspundea pentru personal, diverse programări și donații; Victoria pentru comerț și finanțe iar Melanie C pentru înregistrearea single-urilor și discurilor. Pe parcurs și-au făcut propria echipă care a fost condusă de către Nancy Philips. Două dintre membrele formației, Emma Bunton și Victoria Adams s-au reîntors la stabilitatea pe care o avea Fuller o dată ce formația începuse încetul cu încetul să se destrame.
La finele anului 1998, Spice Girls s-au îmbarcat pentru un turneu pe care Fuller l-a organizat pentru acestea în Europa și America de Nord. Turneul care s-a numit Spiceworld Tour a debutat în Dublin, Irlanda pe data de 24 februarie, 1998 înainte să se întoarcă în Regatul Unit pe Stadionul Wembley și pe stadionul din Birmingham al NEC. Pe aceste stadioane era plănuită înregistrarea unui album live, care a fost confirmat de formație: „Am arătat tutuor că putem face afaceri pe scenă, acum dorim un album live pentru fani”. În ciuda ideii liderilor formației de a crea un astfel de album, ideea a fost abandonată.
În același an, Spice Girls au fost invitate să interpreteze piesa How Does It Feel (To Be on Top of the World), imnul reprezentativei de fotbal a Angliei pentru Campionatul Mondial de Fotbal din 1998.

##### Plecarea lui Geri din formație
Pe data de 31 mai 1998, Geri Halliwell a anunțat plecarea ei din formație. Fiind presată de către echipa Spice Girls, aceasta a precizat publicului: „Din păcate trebuie să confirm că am părăsit Spice Girls. Am făcut acest fapt deoarece există diferențe între noi. Sunt sigură că grupul va continua să fie una de succes și fără mine și le doresc fetelor tot binele din lume.” Halliwell a precizat că principalele motive pentru care a părăsit formația au fost oboseala și dorința de a lua o pauză, însă unele zvonuri spun că aceasta ar fi fost certată cu una din fete (cel mai probabil cu Melanie B; Geri a plecat cu o zi înnainte de ziua de naștere a lui Melanie B. Deși Haliwell anunțase părăsirea formației cu două zile după petrecerea evenimentului, plecarea sa bruscă din turneu face și mai probabil acest zvon). Plecarea lui Haliwell din formație a șocat fanii și a devenit una dintre cele mai cunoscute știri ale anului, devenind un fenomen mondial. Cele patru fete rămase în formație au încercat să mențină trupa și să se îmbarce pentru turneul din America de Nord cum era stabilit. Cu toate acestea, plecarea lui Haliwell din formație a dat peste cap câteva planuri. Plecarea lui Haliwell a fost unul dintre motivele pentru care albumul live a fost anulat, acest lucru a determinat ca majoritatea conținutului pe care fetele le-au înregistrat cu Halliwell în prima jumătate a anului 1998 într-o colaborare de durată cu Richard Stannawd și Matt Rowe la studiourile Windmill Lane Studios din Dublin să fie anulate. Un zvon spunea că o variantă animată a formației ce urma să fie creată de Disney a fost de asemenea, un proiect anulat.
Piesa Viva Forever a fost ultimul single de pe albumul Spiceworld. Videoclipul pentru single a fost făcut înnainte de plecarea lui Geri din formație și era deosebit prin faptul că fetele apăreau într-o variantă animată - această idee fiind o hotărâre aleasă deoarece nu era timp să se filmeze un videoclip în același timp cu un turneu mondial. Inițial, plănuită să fie pe prima parte a casetei audio alături de Never Give Up On The Good Times ideea nu s-a mai pus în practică din cauza mai multor motive, cel principal fiind timpul puțin pus la dispoziție (nefiind timp să se reînregistreze și potrivi vocea lui Geri sau să se filmeze un videoclip pentru piesă).

### „Goodbye”
În America, acestea au continuat să înregistreze un nou material, lansând astfel piesa Goodbye de Crăciunul anului 1998, piesa fiind un omagiu pentru Geri. Melodia ajuns pe prima poziție în Regatul Unit în ziua de Crăciun. Single-ul Goodbye a devenit una din cele mai de succes piese în Canada, unde s-a clasat pe primul loc timp de 16 săptămâni.

### Forever
Spice Girls s-au reîntors în studio în luna august a anului 1999, pentru a înregistra cel de-al treilea album al lor. La acest material discografic s-a fost lucrat mai serios decât la cele precedente și a fost creat de către producători americani cunoscuți precum Rodney Jerkins, Jimmy Jam și Terry Lewis.
În decembrie 1999, formația a făcut un turneu în Regatul Unit, de Crăciun numit Christmas in Spaceworld în Londra și Manchester unde au interpretat noile piese ale celui de-al treilea album.
Spice Girls s-au reîntors în 2000 la Premiile BRIT unde au câștigat la categoria "Cel Mai Bun Rezultat Muzical". În ciuda faptului că Haliwell era prezentă la decernarea premiilor, aceasta nu le-a însoțit pe fete pe scenă. În noiembrie 2000, formația a lansat albumul Forever. Stilul albumului Forever fiind îndreptat mai mult îndreptat spre genul R&B. Albumul a fost bine primit însă s-a bucurat de doar un sfert din succesul celorlalte două albume.

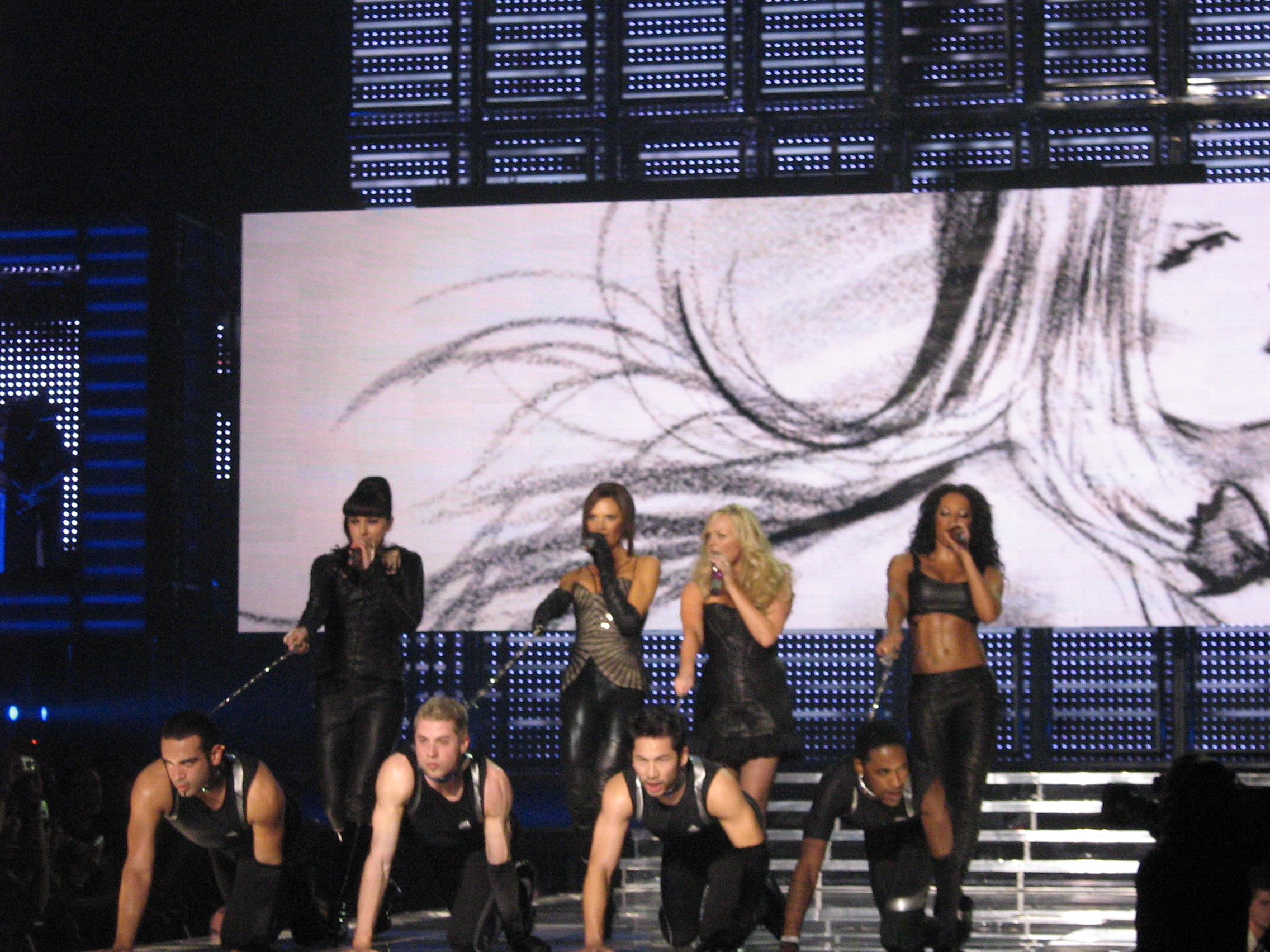
Spice Girls la un Four-Piece cu „Holler” în Köln

În ideea de a acoperi cât mai mult teren într-un timp mai scurt și de a finaliza mai rapid un turneu, fetele s-au împărțit și au mers în diferite țări separat; de exemplu Victoria și Emma au mers în America de Nord în timp ce Melanie B și C interpretau în Europa. În SUA, albumul Forever s-a clasat pe poziția 30 în Billboard 200. În Regatul Unit, a fost lansat în aceeași săptămână albumul intitulat Coast to Coast de către Westlife. Bătălia pentru primul loc dintre aceste formații a fost una strânsă. Într-un final Westlife a câștigat bătălia și s-a clasat pe primul loc în Regatul Unit surclasându-le pe pe cele de la Spice Girls. Principalul single de pe albumul Forever a fost pe prima parte a casetei audio intitulată „Holler” și pe a doua single-ul intitulat „Let Love Lead The Way” care s-a bucurat de un succes considerabil - devenind cel de-al nouălea single al formației ce s-a clasat pe prima poziție în Regatul Unit. În S.U.A., melodiile nu au fost promovate foarte bine obținând poziții slabe în topuri.
Singura interpretare importantă live a single-ului a fost la Premiile Europene MTV din noiembrie 2000 și la câteva emisiuni TV, ultima fiind în decembrie 2000. Viitoarele single-uri ale albumului care urmau să fie lansate au fost anulate, iar single-urile promo Tell Me Why, Weekend Love și If You Wanna Have Some Fun au fost introduse pe piață. În cele din urmă fanii începuseră a fi îngrijorați de faptul că fetele începuseră să aibă cariere pe cont propriu, deoarece credeau că astfel grupul s-ar putea destrăma.
În 2001, formația a anunțat că a luat o pauză și că se vor axa în această perioadă mai mult pe carierele lor solo în speranța unui viitor mai bun pentru formație. Totuși, o despărțire oficială a Spice Girls nu a fost niciodată publicată.

### Turneul The Return of the Spice Girls
Pe data de 28 iunie 2007 formația a ținut o conferință de presă la Arena O2 în Londra pentru a anunța reîntoarcerea acesteia. Ideea formației de a se reîntoarce a fost de mult timp bănuită de către media, însă într-un final Spice Girls au confirmat ambiția acestora de a se îmbarca într-un turneu mondial. Turneul a început în Vancouver pe data de 2 decembrie 2007. Regizorul Bob Smeaton a creat un documentar pe tema reîntoarcerii fiind intitulat Spice Girls:Giving You Everything care a rulat pe canalul australian de televiziune Fox8 pe data de 16 decembrie 2007, iar mai după aceasta, a fost redat de către postul de televiziune BBC One în Regatul Unit pe data de 31 decembrie

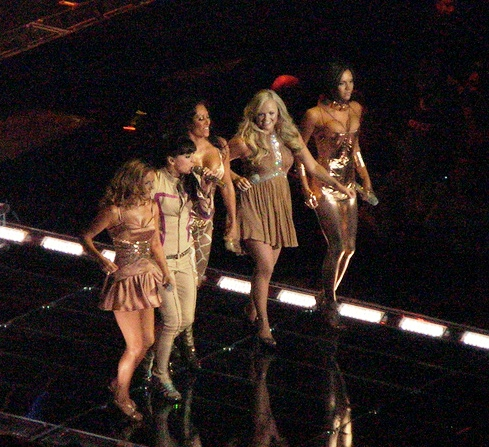
Spice Girls în concert la Vancouver, Columbia britanică, Canada.

Biletele de vânzare de la Londra pentru turneul The Return of the Spice Girls s-au terminat în numai 38 de secunde. A fost raportat pe situl formației oficial că peste un milion de oameni s-au înregistrat și peste cinci milioane de oameni din întreaga lume au comandat bilete la turneu de pe sit. Acest turneu s-a refăcut de șaisprezece ori datorită cererilor mari din Londra iar biletele vândute fiind la toate repetările turneului la fel de multe ca la primul concert din turneu. În America, la concertele din Las Vegas, Los Angeles și San Jose situația a fost similară cu cea din Londra. Datorită acestei cauze, de cereri extravagante s-au ținut concerte și în Cichago, Detroit și Boston iar pentru a ține pasul cu comenzile mari Spice Girls au ținut un concert și în New York. Încă de la primul concert din Canada fetele au cântat 20 piese pentru o audiență de aproximativ 15.000 de oameni.
Pe lângă vânzările de la concerte, formației i-au fost solicitate drepturile de autor pentru ca numele formației să fie imaginea unui supermarket din Regatul Unit. Fiind imediat plătite de către supermarket pentru acest drept, fetele au strâns din această afacere 5 milioane de £.
Single-ul formației Headlines (Friendship Never Ends) a fost anunțat ca single-ul oficial al campaniei Children in Need în 2007, mai exact pe 5 noiembrie. Prima apariție publică pe scenă a Spice Girls a fost la Teatrul Kodak din Hollywood unde trupa a cântat la prezentarea de modă Victoria's Secret. Formația a cântat două piese acestea fiind siingle-ul anului 1998 „Stop” și principalul single Headlines (Friendship Never Ends). Prezentarea a fost filmată de postul de televiziune CBS pe data de 15 noiembrie 2007 pentru a fi redată pe 4 decembrie 2007. De asemenea formația a cântat pentru campania Children in Need pe data de 16 noiembrie 2007 din Los Angeles, purtând rochii elegante create de Roberto Cavalli. O dată cu lansarea lui single-ul a ocupat poziția 11 pe clasamentul UK Singles Chart. Piesa Headlines (Friendship Never Ends) a fost una din cele mai slabe performanțe ale formației până în prezent. În ciuda faptului că piesa s-a clasat pe primul loc când se afla pe albumul de debut de această dată nu a mai avut acest succes. Totuși, albumul s-a clasat puțin mai bine, mai exact pe locul doi, iar pe locul 1 fiind Leona Lewis cu albumul ei de debut, Spirit. Australia a fost singurul stat unde noul album Greatest Hits s-a poziționat pe locul 1. În prezent albumul a primit discul de platină în Australia și Regatul Unit, și discul de aur în Statele Unite, Canada, Brazilia și Noua Zeelandă.
Pe data de 22 decembrie 2007 Spice Girls au reînregistrat propria interpretare live a piesei „2 Become 1” la finalul emisiunii Strictly Come Dancing.
Pe data de 1 februarie 2008 a fost anunțat public că în ciuda dificultăților personale și familale, turneul lor s-a finalizat cu bine la Toronto în data de 26 februarie 2008. Datorită finalizării cu bine acest fapt însemna că turneul nu a mai avut loc în orașe precum Beijing, Hong Kong, Shangai, Sydney, Cape Town și Buenos Aires. Comenzile pentru bilete au fost neașteptat de multe, fetele fiind nevoite să prezinte același spectacol de 47 de ori în loc de 11 cum era original stabilit. Această idee de a prezenta de mai multe ori același concert și în alte state nu a avut loc, fetele precizând următoarele:„Ne pare foarte rău că nu v-am putut vedea de această dată. Cu toții avem problemele noastre personale, dar cine știe ce se va întâmpla.”
În timpul unuia din concertele Spice Girls la Madison Square Garden, Melanie Chisholm a precizat că fetele au dorit să cânte în vară anului 2008, la aniversarea a nouăzeci de ani a lui Nelson Mandela, însă au trebuit să îl întrebe pe acesta dacă dorește ca fetele să interpreteze piese lor la acest eveniment. În martie 2008 Melanie C și Emma au fost invitate la Capital Awards, unde Spice Girls au fost premiate cu premiul de Idol. Melanie C de asemenea a precizat că și-a pus în așa fel sentimentele încât să poată finaliza turneul cu bine adăugând: „turneul este probabil terminat, însă Spice Girls sunt la fel de unite ca înnainte”
Deși erau zvonuri că o lansare a unui DVD cu concertul ar putea avea loc, situl.
Recent, a fost publicat faptul că Victoria Beckham a licitat toate cele cinci costume pe care le-a purtat pe perioada turneului. Prețurile au variat de la 30.000£ la 50.000£ pentru rochia Swarowski cu cristale purtată în timpul unor piese precum Goodbye și Let Love Lead the Way. Victoria speră ca licitația să crească la cel puțin 1.000.000£, banii primiți fiind pentru o donație ce mama ei dorește să o facă.
Pe 3 iunie 2008 Emma, Geri și Melanie B au fost invitate la ediția din 2008 a Glamour Awards unde Spice Girls au fost premiate cu premiul „Formația Anului”.
În timp ce Spice Girls le spuneau fanilor adio pe situl oficial, fiecare din membre deschideau în același timp un blog oficial.

## Impactul cultural

### Scena muzicii britanice
După ce muzica pop din Regatul Unit era pe punctul de a fi întreg dominată de formați precum Oasis, Pulp și Blur, genul pop s-a regăsit într-o nouă voce și anume în Spice Girls. Imaginea Spice Girls era văzută ca fiind în general reprezentată de fete tinere cu un potențial considerabil, cele cinci membre având personalități diferite una de alta. Aceste lucruri erau gândite în favoarea fanilor, pentru a putea să se regăsească într-un anumit membru. Formația a fost de asemenea ajutată comercial de către porecela pe care fiecare din membrii o avea. La scurt timp după apariția single-ului „Wannabe” formația a apărut în revista Top of the Pops. În această revistă i s-a atribuit la fiecare membru câte o poreclă și anume: Victoria devenind „Posh Spice”, Geri „Sexy Spice”(care rapid s-a transformat în Ginger Spice datorită problemelor cauzate de cuvântul „sexy” în programele televizate pentru copii) și Melanie C devenind „Sporty Spice”.

### „Girl Power”
Sloganul „Girl Power” a fost primit de public cu diferite păreri. Titlul promitea punerea în evidență a feminității trupei, totul fiind ghidat după principiul:o aparență senzuală, feminină și egală între cele două sexe nu trebuie neapărat să apară la toate. Ideea nu a fost sub nicio formă originală în lumea muzicii pop deoarece și Madonna și Bananarama avuseseră persprective similare. Ideea a fost de fapt prima dată precizată de către formația de origine galeză de muzică pop Helen Love în 1993, iar mai târziu a fost titlul unui album al unei formații de pop de origine britanică în 1995 numită Shampoo. Cu toate acestea varianta formației Spice Girls era diferită. Mesajul se adresa în general fetelor tinere, adolescentelor și femeilor adulte, întărind ideea de putere și prietenie sinceră între femei, creând astfel cele „10 Reguli de Aur ale unei Girl Power” care sunt:
1. Gândește pozitiv
2. Fii puternică
3. Nu lăsa pe nimeni să te înjosească
4. Ai stabilitate în viața ta și destin
5. Ajută-ți prietenele
6. și lasă-le și pe ele să te ajute la nevoie.
7. Spune ce gândești
8. Ia atitudine
9. Nu lăsa pe nimeni să îți spună că nu poți să faci un anumit lucru pentru că ești fată
10. Distrează-te

Toată această prezentare a „girl power” crea imaginea formației în lume. Unii critici au fost de părere că acest eveniment nu a fost altceva decât o tactică comercială în timp ce alții îi dădeau mare importanță și se gândeau la impactul pe care l-ar putea avea asupra tinerelor conștiente și impresionale. În ciuda acestora ideea a devenit un fenomen care a fost adoptată de milioane de fete, iar termenul a fost introdus chiar în dicționarul de limba engleză „Oxford”. Autorul Ryan Dawson a precizat despre idee: „Spice Girls au reușit să schimbe cultura britanică prin termenul de Girl Power, fapt ce pare acum remarcabil.”

### „Cool Britannia”
Termenul de „Cool Britannia” a devenit important în presă completând climatul politic și social nou creat de partidul laburist și Tony Blair după o perioadă de 18 ani de guvernare conservatoare. Tony Blair și partidul Laburist păreau o forță principală de conducere, tânără și interesantă să facă Marea Britanie să pară din nou la modă. Deși trupa nu au avut nicio legătură cu termenul de „Cool Britannia”, Spice Girls a adus o nouă înfățișare a Marii Britanie și a scos în evidență creșterea popularității muzicii pop în statul britanic față de SUA. Acest lucru a fost arătat la Premiile BRIT din 1997. Formația a câștigat două premii, iar rochia lui Geri Halliwell cu steagul Regatului Unit imprimat devenind un fenomen în media din întreaga lume și un simbol care ar putea reprezenta termenul de „Cool Britannia”.

### Statutul simbolic
Rochia lui Geri cu steagul Regatului Unit a fost vândută în schimbul a 36.000 £, suma fiind donată unei fundații care are ca scop lupta împotriva cancerului. Rochia a fost una dintre nenumăratele obiecte memorabile ale Spice Girls vândute la licitație. Rezultatul vânzărilor finale a avut un capital de 146,511£.
Rochia fusese un simbol al Spice Girls în anii '90, lucru care le-a adus pe acestea în atenția presei din lumea întreagă. Formația a făcut reclamă la mai multe brand-uri, chiar au făcut o pariodie cu ele în videoclipul piesei „Spice Up Your Life” unde trupa apărea într-o navă spațială înconjurată de reclame cu ele pentru a face publictate acestor firme. Datorită faptului că apariția în reclame, presă și media era un lucru obișnuit pentru acestea, fetele s-au văzut pe ele însuși ca fiind un fenomen, un simbol al deceniului în muzica pop britanică.
Spice Girls sunt de asemenea văzute ca simboluri gay în special în Regatul Unit. Într-un sondaj britanic mai mult de 5.000 de gay și lesbiene care au votat din Regatul Unit, Victoria Beckham se află pe locul 12, iar Geri Halliwell pe locul 43 în Topul 50 al simbolurilor gay din toate timpurile. Geri a făcut o glumă la Video Music Awards din 1998 despre alias-ul ei Ginger Spice: „După cum probabil deja știți, nu mai sunt îmbrăcată ca o regină fără puteri.” Într-un interviu acordat presei Emma Bunton a explicat de ce Spice Girls aveau atât de mulți fani gay:„Suntem foarte flatate de acest fapt deoarece știau despre moda și cântecele noastre... Sunt atât de flatată că ne ascultă o audiență mare de gay, e uimitor”.
La zece ani de la lansarea primului lor single, Spice Girls au fost votate cel mai important simbol cultural al anilor '90 de către 80% din cei 1000 de cetățeni britanici care au răspuns unui sondaj, spunând că fenomenul Girl Power a fost cel mai important din tot deceniul.

## Performanța și nivelul carierei
- Prima înregistrare a fetelor a fost la șapte luni de la începutul carierei.
- Vânzările albumelor Spice Girls sunt estimate la peste 55 de milioane de discuri, până în februarie 2000 vânzănd 37 de milioane de exemplare ale albumelor și 18,2 miloane de exemplare ale single-urilor[4]
- Vânzările autorizate ale albumelor au fost de 13 milioane de exemplare în Europa,[18] 11 milioane în SUA,[19] și 2,2 milioane în Canada.[26]
- Formația a avut un total de 9 single-uri în clasamentele din Regatul Unit - fapt ce le-a adus la nivelul lui ABBA urmat de Take That (cu 10 single-uri), The Shadows(cu 12 single-uri), Madonna(cu 13 single-uri în clasament), Westlife(cu 14 single-uri), Cliff Richard(cu 15 single-uri), Elvis Presley(cu 16 single-uri) și Beatles(cu 21 single-uri în clasamente).
- Formația a avut trei single-uri de primul loc consecutiv în sărbătoarea de Crăciun în Regatul Unit și anume: „2 Become 1” în 1996, „Too Much” în 1997 și Goodbye în 1998.[61]
- Piesa Wannabe este cel mai cunoscut single interpretat de o formație de fete. Vânzările single-ului au fost aproximativ de 6 milioane de exemplare.[62]
- Spice Girls a fost prima (și până în prezent singura) formație de fete care a reușit să aibă cinci single-uri consecutive (acestea fiind Wannabe, Say You'll Be There, 2 Become 1, Mama/Who Do You Think You Are și Too Much) care s-au clasat pe primul loc în clasamentele britanice (continuitatea single-urilor de primul loc friind oprită de single-ul Stop care s-a clasat pe al doilea loc în martie 1998.).
- Spice Girls este singura formație de fete care a strâns în 1998 un venit de 49 milioane £.[63]
- Albumul Spice este cel de-al XVIII-lea album din toate timpurile din Regatul Unit, vânzările sale depășind 3 milioane de exemplare, fiind în topul clasamentului timp de 15 săptămâni(neconsecutiv)[64] și unul dintre cele mai de succes albume create de o formație de fete din Regatul Unit, cu vânzări de 23 de milioane de exemplare în întreaga lume[5][65]
- Cel mai important debut internațional în clasamentul Billboard Hot 100 clasându-se pe poziția cinci a fost „Say You'll Be There”(recordul fiind și astăzi valabil).
- Albumul „Spiceworld” s-a vândut în 7 milioane de exemplare în doar două săptămâni, din care numai 1,4 milioane au fost vândute în Marea Britanie - devenind astfel cel mai vândut album într-o perioadă de 14 zile.[66]
- Filmul Spiceworld:The Movie a creat un nou record pentru cea mai de succes săptămână de debut la emisiunea Super Bowl Weekend din 25 ianuarie 1998, în SUA având vânzări de 10,527,222$, filmul depășind astfel bugetul filmului The Butterfly Effect lansat în 2004.[67]
- Filmul Spiceworld:The Moviea intrat în topurile cinematografice din Regatul Unit încă din prima săptămână, având vânzări de 55000 de exemplare numai în prima zi.[68]
- Formația a primit patru premii BRIT Awards, trei premii American Music Awards, trei premii American Music Awards, trei premii MTV Europe Music Awards, un premiu MTV Video Music Awards și un premiu World Music Awards.
- 23.000 de bilete au fost vândute în 38 de secunde la concertul de reîntregire din Londra.[37]
- Pe data de 3 iunie 2008, Spice Girls au câștigat premiul „The Glamour Award” la categoria „Cea mai bună formație muzicală”

## Discografie

### Albume
| An   | Album         |
| ---- | ------------- |
| 1996 | Spice         |
| 1997 | Spiceworld    |
| 2000 | Forever       |
| 2007 | Greatest Hits |

### Single-uri
| An   | Titlu                               | Album      | UK |
| ---- | ----------------------------------- | ---------- | -- |
| 1996 | „Wannabe”                           | Spice      | 1  |
| 1996 | „Say You'll Be There”               | Spice      | 1  |
| 1996 | „2 Become 1”                        | Spice      | 1  |
| 1997 | „Mama”                              | Spice      | 1  |
| 1997 | „Who Do You Think You Are”          | Spice      | 1  |
| 1997 | „Spice Up Your Life”                | Spiceworld | 1  |
| 1997 | „Too Much”                          | Spiceworld | 1  |
| 1998 | „Stop”                              | Spiceworld | 2  |
| 1998 | „Viva Forever”                      | Spiceworld | 1  |
| 1998 | „Goodbye”                           | Forever    | 1  |
| 2000 | „Holler”                            | Forever    | 1  |
| 2000 | „Let Love Lead the Way”             | Forever    | 1  |
| 2007 | „Headlines (Friendship Never Ends)” | Forever    | 11 |

### Turnee
- Turneul Girl Power! Live in Istanbul (2007)
- Turneul Spiceworld Tour (1998)
- Turneul Christmas in Spiceworld (1999)
- Turneul Return of the Spice Girls (2007-2008)